# يوجين إرنست
يوجين أوزوالد غوستاف ارنست (31 مايو 1954 20 سبتمبر 1864) ألماني منتسب للحزب الديمقراطي الاجتماعي الألماني وحزب الوحدة الاشتراكية الألماني. عين كرئيس لشرطة برلين في يناير 1919 إلى انتفاضة سبارتاكوس في برلين.

## سيرة شخصية
وُلد أوجين إرنست في موروانا جوسلين، مقاطعة بوسن، بروسيا (المعروفة الآن باسم موروانا جولينا، بولندا). كان والده نجارًا، وقد التحق بالمدرسة في فيردر (هافل)، وتم تدريبه كطابع كتابة وعمل في طابعة الكتب حتى عام 1892. 
في الانتخابات الفيدرالية الألمانية عام 1919، تم انتخاب إرنست كعضو في جمعية فايمار الوطنية ممثلة لدائرة برلين 3 الانتخابية. 
تم انتقاد إرنست بسبب عدم نشاطه كرئيس لقوات شرطة برلين خلال انقلاب كاب في مارس 1920 وفقد منصبه كرئيس للشرطة في برلين في أبريل 1920.  
في مايو 1920، أصبح إرنست رئيسًا لشرطة بريسلاو، لكن تم فصله في سبتمبر 1920 بعد أن هاجم المتظاهرون المحليون القنصلية الفرنسية والبولندية في بريسلاو في 26 أغسطس 1920. من 1926 إلى 1933 كان مستشارًا لبلدية في فيردر (هافيل). 
بعد الحرب العالمية الثانية، انضم إرنست إلى الحزب الاشتراكي الديمقراطي الذي اندمج مع الحزب الشيوعي في عام 1946. شارك في مؤتمر التوحيد في أبريل 1946 لكنه لم يلعب أي دور سياسي في ذلك الوقت. توفي إرنست عام 1954 في فيردر. 

## المنشورات
- Polizeispitzeleien und Ausnahmegesetze ، 1878-1910 ، برلين، 1911 [6]
- Ein Leben für die Arbeiterbewegung ، 1946 [7]